# کانون وکلای دادگستری مرکز
کانون وکلای دادگستری مرکز نخستین و مهم‌ترین کانون وکلا در ایران است که به عنوان قدیمی‌ترین نهاد مستقل مدنی و خودگردان ایران، در ۲۰ آبان ۱۳۰۹ به‌عنوان نهاد وابسته به وزارت دادگستری تأسیس گردیده و با تصویب قانون وکالت مصوب ۱۳۱۴ دارای شخصیت حقوقی مستقل شد. این کانون وکلا از زمان تصویب لایحهٔ استقلال کانون وکلای دادگستری در سال ۱۳۳۱ تاکنون مستقل اداره می‌شود و در سال ۱۳۲۹ نیز به عضویت کانون وکلای بین‌المللی (IBA) درآمده است. دادن پروانه وکالت به داوطلبانی که واجد شرایط قانونی باشند، اداره امور راجع به وکالت دادگستری، نظارت بر اعمال وکلا، رسیدگی به تخلفات و تعقیب انتظامی وکلای دادگستری، معاضدت قضایی و فراهم آوردن وسایل پیشرفت علمی و عملی وکلا اهم وظایف این کانون به‌شمار می‌رود.
بیش از سی‌هزار وکیل دادگستری در استان‌های تهران، و سیستان و بلوچستان تحت پوشش و نظارت این کانون فعالیت می‌نمایند. اداره کانون مرکز توسط هیئت مدیره‌ای متشکل از ۱۲ عضو اصلی و ۶ عضو علی‌البدل انجام می‌گیرد که هر ۲ سال یک‌بار با رأی وکلای دادگستری انتخاب می‌شوند. هم‌اکنون ریاست آن بر عهده بهنام حبیب‌زاده مومن می‌باشد. مطابق آیین‌نامه لایحه قانونی استقلال کانون وکلای دادگستری، رئیس کانون وکلای مرکز از حیث شئون و تشریفات رسمی در ردیف دادستان کل کشور است.

## تاریخچه و چگونگی شکل‌گیری

### نخستین مقررات مدون دربارهٔ حرفهٔ وکالت در قانون اصول تشکیلات عدلیه مصوب ۱۲۹۰
در سال ۱۲۸۷ حسن پیرنیا وزیر عدلیه وقت، با توجه به نبود قوانین و دادرسی منظم و مدون و با هدف سامان دادن به آن وضعیت، دستور تشکیل کمیسیون تنقیح قوانین مجلس را صادر کرد. از مهم‌ترین وظایف این کمیسیون ترجمهٔ قوانین خارجی، بیان اوصاف و مراتب مراجع قضایی کشورهای مورد نظر و اعلام به کمیسیون عدلیه بود. در تاریخ ۲۷ شهریور ۱۲۹۰، کمیسیون عدلیه مجلس شورای ملی، قانونی را با عنوان قانون اصول تشکیلات عدلیه و محاضر شرعیه برای سامان دادن به وضعیت عدلیه در کشور به تصویب رسانید. این قانون شامل ۲۶۳ ماده بود که فصل چهارم آن (مواد ۲۳۶ تا ۲۶۳) مربوط به وکلای عدلیه بود. مهم‌ترین تحولات در این قانون عبارت بودند از:
1. تقسیم‌بندی وکلا به دو دستهٔ رسمی و غیررسمی
2. تعیین شرایط ورود به حرفهٔ وکالت دادگستری و ادامه دادن به این حرفه
3. موارد اخراج از حرفهٔ وکالت
4. تعیین وظایف وکلا در قبول و پذیرش وکالت و شرکت در جلسات دادرسی.[۱۲][۱۳]

وضع این قوانین به ویژه نظام‌نامهٔ سال ۱۲۹۳ که اظهار نظر در خصوص صلاحیت وکلا را در صلاحیت وزارت عدلیه و تصویب وزیر قرار داده بود، موجب اعتراضاتی از سوی وکلا گردید که اعتقاد داشتند اختیار شغل آزاد وکالت از دست رفته‌است. در نتیجهٔ این اعتراضات، وزارت عدلیه آن نظام‌نامه را نسخ نمود و نظام‌نامهٔ ۱۲۹۶ را جایگزین آن کرد و در آن مقرر شده بود وکلایی که در زمان دستورالعمل ۱۲۸۸ شاغل بوده‌اند از آزمون ورودی معاف خواهند بود.

### مجمع وکلای رسمی، نخستین نهاد وکالت در ایران
هم‌زمان با افزایش تعداد وکلای رسمی، شرایط برای تشکیل مجمعی از آنان فراهم گردید. نخستین نشست این مجمع مورخ ۲۷ تیر ۱۳۰۰ در وزارت عدلیه برگزار شد و دورهٔ اول هیئت مدیرهٔ مجمع وکلای رسمی به ترتیب زیر انتخاب شدند:
- رئیس: جلال‌الدین نهاوندی
- نایب رئیس: حسین‌علی نقیب‌زاده مشایخ
- اعضا:حکیم الهی، فاضل عراقی،[۱۶] میرزا قوام‌الدین مجیدی، میرزا ابوالفضل تهرانی و فاضل بروجردی (محسن همراز)

بدین ترتیب در تاریخ ۲۷ تیر ۱۳۰۰، نخستین نهاد وکالت در ایران آغاز به کار کرد. دو ماه بعد نیز نظام‌نامهٔ داخلی مجمع وکلا تنظیم و به وزارت عدلیه پیشنهاد گردید که در ۱۲ آذر همان سال به تصویب وزیر عدلیه رسید. در این نظام‌نامه دو هیئت برای وکلا در نظر گرفته شد؛ هیئت مدیره و هیئت عمومی. ادارهٔ مجمع وکلا بر عهدهٔ هیئت مدیره قرار گرفت و جلسات هفتگی با موضوعاتی همچون قرائت قوانین موضوعه، حل مسائل مشکلهٔ قضائی و شور در مسائلی که هیئت مدیره صلاح دانسته از مهم‌ترین وظایف هیئت عمومی بود. همچنین در نظام‌نامه‌ای که این مجمع تصویب نمود مقرر شد در هر حوزه قضایی که تعداد وکلا به ۲۰ نفر برسد، می‌توانند مجمع وکلای آن حوزه را تشکیل دهند و هیئت مدیره‌ای مرکب از ۷ نفر انتخاب کنند.

اما سرانجام با توجه به شرایط کشور پس از کودتای سوم اسفند ۱۲۹۹ و تغییرات مداوم در دولت‌ها به ویژه وزارت عدلیه، دورهٔ فعالیت مجمع وکلای رسمی در سال ۱۳۰۱ پایان یافت و مجمع دیگری تشکیل نگردید؛ بدین‌سان نخستین مجمع وکلای رسمی به خودی خود منحل گردید.

### قانون اصول تشکیلات عدلیه مصوب ۱۳۰۷‍
با دستور شروع به کار دادگستری نوین توسط علی اکبر داور در اردیبهشت ۱۳۰۶، رؤسای ادارات و دادگاه‌ها حکم‌های خود را از شاه وقت ایران دریافت کردند. در همان روز چند تن از مدیران و اعضای مجمع عمومی وکلا به وزارت عدلیه دعوت شدند. هدف از این دعوت، تشکیل کمیسیون مقرر در ماده ۱۵۰ قانون تشکیلات جدید عدلیه بود که طی آن عدهٔ لازم وکلای رسمی و موقت را معین کنند. پس از مذاکرات طولانی سرانجام سید هاشم وکیل، احمد شریعت‌زاده مشاور، حسینعلی نقیب‌زاده مشایخ، قوام‌الدین مجیدی، جلال‌الدین نهاوندی و علی اصغر گرگانی به عنوان اعضای این کمیسیون برگزیده شدند.
یک سال بعد، در تیر ۱۳۰۷ با تصویب قانون اصول تشکیلات عدلیه قوانین مربوط به وکالت دستخوش تغییراتی شد که مورد پسند وکلا نبود؛ افزون بر این، وزارت عدلیه نیز آیین‌نامه‌ها و بخش‌نامه‌های متعدد و سخت‌گیرانه‌ای دربارهٔ وکلا و حرفهٔ وکالت صادر کرد که عرصه را بر وکلا تنگ‌تر می‌کرد.

### تشکیل کانون وکلا
پس از انحلال مجمع وکلای رسمی (و مدتی ادارهٔ امور قضایی)، ادارهٔ احصائیهٔ قضایی به ریاست داود پیرنیا مسئولیت‌های مربوط را عهده‌دار گردید. در ۲۶ تیر ۱۳۰۹، پیرنیا تعدادی از وکلا را به منزل خود دعوت نمود و به آنها اعلام کرد که وزیر عدلیه، علی‌اکبر داور، خواستار تشکیل کانون وکلاست. در همین جلسه، وکلا و پیرنیا دربارهٔ نحوهٔ برپایی کانون وکلا و مسائل مالی آن، تصمیمات اولیه را اتخاذ نمودند. در ۲۰ آبان ۱۳۰۹ کانون وکلای عدلیه با حضور وکلا به وسیله علی‌اکبر داور به‌طور رسمی افتتاح شد. در همین روز جلال‌الدین نهاوندی، که پیش‌تر رئیس مجمع وکلای رسمی بود، پس از ابلاغ تشکر وکلا از داور برای تشکیل کانون وکلا، به نمایندگی از وکلا ریاست کانون را به داور پیشنهاد کرد که داور این پیشنهاد را پذیرفت و او به عنوان نخستین رئیس کانون وکلا انتخاب شد. همچنین وکلا خواستار انتصاب پیرنیا به نائب رئیسی شدند که داور این موضوع را بر عهده خود وکلا گذاشت و آنان نیز وی را به این سمت برگزیدند.

### قانون وکالت مصوب ۱۳۱۵ و ایجاد کانون مرکز
اصطلاح کانون مرکز برای نخستین بار در قانون وکالت مصوب ۱۳۱۴ به کار برده شد و به نوعی حیات کانون وکلای مرکز با تصویب این قانون آغاز گردید اگرچه قانون ۱۳۱۴ زیاد دوامی نداشت و خیلی زود باطل گردید. علت این امر مخالفت وزیر عدلیه محسن صدر با این قانون بود که طی آن به وکلا اجازه داده شده بود خودشان هیئت مدیرهٔ کانون وکلا را برگزینند. با برکناری صدر و وزارت احمد متین دفتری، با تغییراتی در قانون ۱۳۱۴، از جمله سلب حق انتخاب اعضای هیئت مدیره از وکلا و سپردن این امر به وزارت عدلیه، قانون وکالت ۱۳۱۵ تصویب شد. قانون ۱۳۱۵ نخستین قانون بادوامی است که اختصاصاً جهت نظم و ترتیب بخشیدن به حرفهٔ وکالت و اعطای شخصیت حقوقی و استقلال به کانون وکلا تصویب شده‌است. این قانون مانند بسیاری از قوانین مهم و ماندگار آن دهه همچون قانون مدنی، قانون ثبت و قانون تجارت تا به امروز پابرجا مانده‌است. 

سرانجام در ۲۶ اسفند ۱۳۱۶، احمد متین دفتری کانون وکلا را افتتاح و هیئت مدیرهٔ آن را به قید قرعه از بین دو برابر تعداد مقرر تعیین نمود. بدین ترتیب نخستین هیئت مدیرهٔ کانون وکلای مرکز با ریاست وزیر عدلیه و نایب‌رئیسی سید هاشم وکیل و محسن همراز، افرادی چون ارسلان خلعتبری و عبدالحمید اعظمی زنگنه آغاز به کار نمود.

### تحولات پس از قانون وکالت ۱۳۱۵ تا لایحهٔ استقلال ۱۳۳۱
استقلال کانون وکلا و وکلای دادگستری امری بود که علیرغم وضع قوانینی به شرح فوق، اغلب مورد تأکید حقوقدانان و قضات بود. به عنوان نمونه محمدتقی عبده بروجردی رئیس وقت دادگاه عالی انتظامی قضات در اصول محاکمات حقوقی که برای کارمندان قضائی نوشته اینچنین اعلام نظر نموده:
... در مورد وکلا تشکیل مجمع وکلا اجباری است و این اجبار ناشی است از وظایفی که وکلا راجع به عملیات قضایی به سبب مناسبات و روابطی که با محاکم و دوائر رسمی دارند. تمامی دوَل به این معنی اهمیت مخصوصی داده‌اند. «...» و داشتن این شغل را منوط به شرائط معینی قرار داده‌اند و تطبیق شروط و مراقبت در اعمال وکلا را به خود آنها محول کرده‌اند؛ به این ترتیب که بر آنها مقرر کرده که مجامع مستقلی در نقاط مهمه مملکت تشکیل داده و از بین خود اعضایی برای اداره کردن امور راجعه به وکلا انتخاب نموده و تعیین رئیس را هم به خود آنها واگذار کرده‌است.

در سال ۱۳۲۰ کانون وکلا لایحهٔ اصلاحی قانون وکالت را برای طرح در مجلس به وزارت دادگستری ارائه نمود. اما وزارت دادگستری اقدامی در این باره نکرد. در ۱۳۲۶، بار دیگر این طرح با اصلاحاتی به وزارت دادگستری ارائه گردید که مهم‌ترین مواردی که در این لایحه پیش‌بینی شده بود عبارت بود از:
1. اختصاص وکالت در دادگاه‌ها و هیئت‌های قضایی و اداری به وکلا
2. انحصار اعطای پروانه وکالت به لیسانسه‌های حقوق
3. محرومیت از وکالت در محل خدمت قضایی برای قضات تا پنج سال
4. مصونیت وکلا از تعقیب و تعرض به مناسبت وکالت و دفاع از متهم
5. لغو مواد منافی با شئون وکالت از قوانین
6. اجرای مجازات دربارهٔ اهانت به وکیل
7. تفویض اختیارات وزارت دادگستری دربارهٔ وکلا به کانون
8. انتخاب هیئت مدیره کانون مستقیماً از طرف وکلا
9. تشکیل اکثریت قضات دادگاه انتظامی از وکلا
10. سلب اختیار تعلیق وکلا از وزیر دادگستری

لایحهٔ یاد شده با دربرداشتن بخش عمده‌ای از موارد مذکور، در سال ۱۳۲۸ توسط وزارت دادگستری به مجلس ارائه شد، ولی این بار از سوی مجلس اقدامی صورت نگرفت تا آن که کانون وکلا در تعقیب جریان امر و خواست اکثریت قریب به اتفاق وکلا در ۲۴ مهر ۱۳۳۱ ماده واحده‌ای تنظیم کرد و طی نامه‌ای به وزیر دادگستری ارسال نمود؛ مقدمهٔ نامه به این شرح بود:
 کانون وکلا عضو سازمان بین‌المللی وکلاست و تمام کانون‌های عضو سازمان مزبور، حتی اسپانیا که دارای حکومت دیکتاتوری است مستقل هستند، به استثنای کانون وکلای ایران؛ و قوانین مقررات مربوط به وکلای ایران را خواسته‌اند که چون با قوانین و مقررات سایر ممالک موافقت ندارد در فرستادن آن تأخیر شده‌است… لذا کانون طرحی برای این منظور تهیه و تقدیم می‌نماید و استدعای تصویب آن و رسانیدن به امضای جناب نخست‌وزیر و ابلاغ برای اجرا می‌شود.
ماده واحدهٔ مزبور به دستور وزارت دادگستری در کمیسیونی متشکل از رئیس دیوان کشور، دادستان کل، دو نفر از رؤسای شعب دیوان کشور و نمایندگان کانون وکلا بررسی شد؛ اما کمیسیون نظر داد که طرح باید شامل مواردی متضمن اصول و قواعد دادرسی باشد و اکتفا به یک طرح کلی صحیح نیست. پیرو این نظر کانون وکلا در ۴ دی ۱۳۳۱ لایحه‌ای در ۱۰ ماده تنظیم کرد و برای کمیسیون مربوط فرستاد.

### هفتم اسفند ۱۳۳۱ و تصویب لایحهٔ قانونی استقلال کانون وکلای دادگستری به دست محمد مصدق

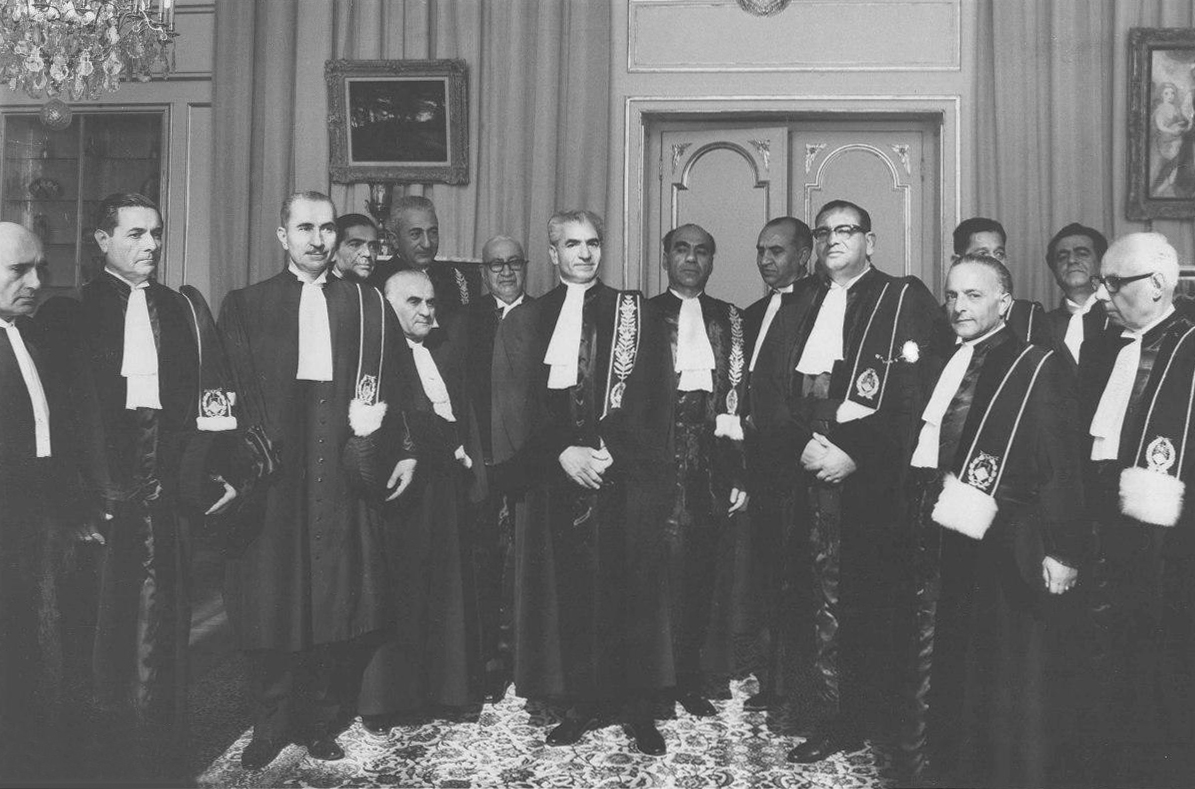
محمدرضا شاه در لباس وکالت در کنار اعضای هیئت مدیره کانون وکلا

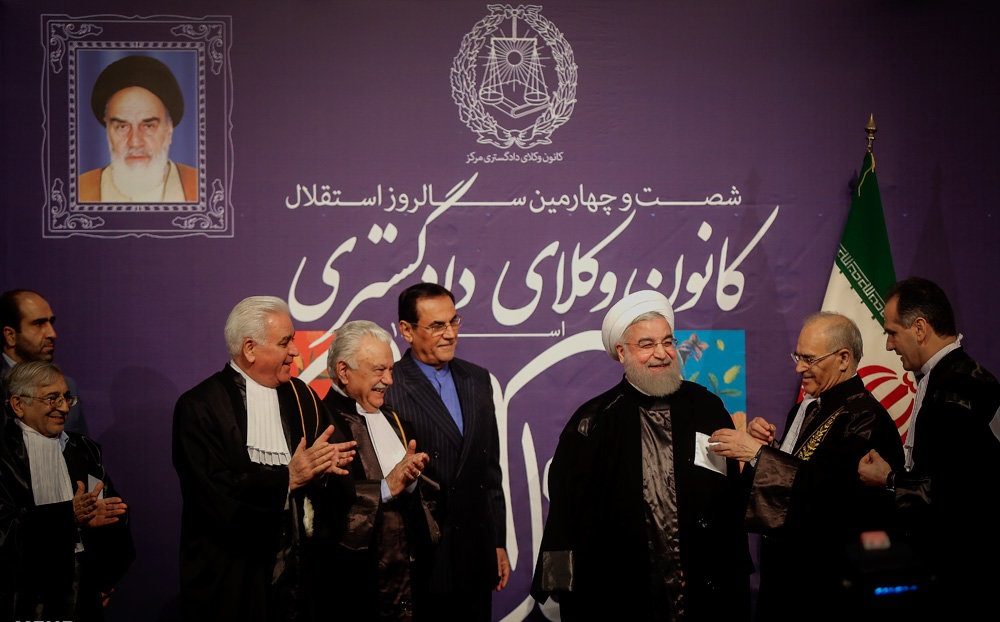
حضور حسن روحانی در مراسم جشن روز استقلال کانون وکلای دادگستری

محمد مصدق که خود دانش‌آموختهٔ رشتهٔ حقوق در سوئیس بود، از دورهٔ نمایندگی‌اش در مجلس شورای ملی اعتقاد داشت که تا وکلا مستقل نباشند یعنی سرنوشت وکلا در دست خود وکلا نباشد، دادگستری و قضات حقوق متهمان را رعایت نخواهند کرد. در دورهٔ وزارت علی‌اکبر داور با اینکه بسیاری راه و شیوهٔ وی در نوسازی و تحولات تشکیلات دادگستری را تحسین می‌کردند، اما مصدق از معدود کسانی بود که اعمال داور را مفصلاً نقد می‌کرد، از اقدامات به عمل آمده در تشکیلات جدید خرده می‌گرفت و نطق‌های زیادی همچون نطق زیر که در حمایت از استقلال وکلاست به عمل می‌آورْد:
... ثانیاً همان‌طور که مقام قاضی تأمین است و هیچ وزیری نباید او را منفصل کند یا بدون رضایت شغل او را تغییر دهد، همان‌طور هم مقام وکیل باید ثابت باشد تا اینکه بتواند از قضات متخلف شکایت نموده حقوق موکلین را حفظ نماید. وکیلی را که هر ساله یک مرتبه یک کمیسیون و در حقیقت رئیس استیناف انتخاب کرد متزلزل است و تحت نفوذ واقع می‌شود؛ لذا قادر نیست که شکایت نماید.

در ۱۲ مرداد ۱۳۳۱ قانونی با عنوان «لایحه قانونی مربوط به اعطای اختیارات برای مدت شش ماه به شخص آقای دکتر محمد مصدق نخست‌وزیر» به تصویب مجلس شورای ملی و سنا رسید. طبق این ماده واحده به شخص محمد مصدق نخست‌وزیر اختیار داده می‌شد که از تاریخ تصویب این قانون تا مدت شش ماه لوایحی که برای اجرای مواد نه‌گانهٔ برنامهٔ دولت ضروری است (از جمله ماده ۷، اصلاح قوانین دادگستری) تصویب شده‌است تهیه نموده و پس از آزمایش، آنها را منتهی در ظرف شش ماه که مدت این اختیارات است تقدیم مجلسین نماید و تا موقعی که تکلیف آنها در مجلسین معین نشده لازم‌الاجرا می‌باشند. هم‌زمان کمیسیونی در کانون وکلا متشکل از چهار نفر از اعضای هیئت مدیره مشغول تدوین لایحهٔ پیشنهادی وکلا برای استقلال شدند. در تاریخ ۴ دی ۱۳۳۱ لایحهٔ پیشنهادی کانون وکلا در ۱۰ ماده تقدیم کمیسیون مخصوص این موضوع ارائه شد و کمیسیون مزبور لایحه را در ۱۶ ماده تصویب نمود. این لایحه فوراً برای محمد مصدق فرستاده شد.
نهایتا در تاریخ ۷ اسفند ۱۳۳۱ مصدق نیز با کمی اصلاح و افزودن چند ماده، این طرح را به صورت لایحه‌ای قانونی با ۲۳ ماده با عنوان «لایحهٔ قانونی استقلال کانون وکلای دادگستری» تصویب کرد. در آن زمان عبدالعلی لطفی وزیر عدلیه بود.

در این لایحه برای نخستین بار برای کانون وکلا شخصیت حقوقی مستقل شناخته شد که در مقر هر دادگاه استان تشکیل می‌شود؛ ادارهٔ امور وکلا همچون انتخاب هیئت مدیره به خود وکلا واگذار شد. همچنین پس از اجرایی شدن این قانون هیچ وکیلی را نمی‌توان از شغل وکالت ممنوع یا تعلیق نمود مگر به موجب حکم قطعی دادگاه انتظامی و این تضمینی بود که وکلا در طول ۵۵ سال (از ۱۲۸۸ تا ۱۳۳۳) برای به دست آوردنش تلاش کردند.
احمد متین دفتری که خود در سال ۱۳۱۶، هیئت مدیرهٔ کانون وکلا را منصوب کرده بود پس از تصویب لایحه استقلال ۱۳۳۱ چنین گفت:
اساس استقلال کانون همان اختیار محاکمهٔ اعضای کانون است… جای مسرت است که پس از ۱۵ سال وکلای دادگستری توانستند آمادگی خود را برای استقلال کانون اعلام دارند.
وظایف کانون وکلای مرکز :
·     معاضدت قضایی در پرونده هایی که شاکی یا خواهان تمکن مالی برای اقامه دعوی و گرفتن وکیل ندارد.
·      رسیدگی به تخلفات و تعقیب انتظامی وکلا و کارآموزان دادگستری به وسیله دادسرا و دادگاه انتظامی وکلا.
·       صدور پروانه وکالت دادگستری به پزیرفته شدگان در آزمون که واجد شرایط قانونی باشند.
·     نظارت مستمر و مکرر بر وکلای پایه یک دادگستری و کاراموزان وکالت در حوزه های قضایی مختلف.   